# 巴尔斯河畔吕西尼
巴爾斯河畔吕西尼（法語：Lusigny-sur-Barse，法語發音：[lyziɲi syʁ baʁs]）是法国奥布省的一个市镇，位于该省中部略偏东，属于特鲁瓦区。

## 地理
巴尔斯河畔吕西尼（48°15'16"N, 4°16'1"E）面积37.92 平方千米，位于法国大東部大區奥布省，该省份为法国中北部省份，北起马恩省，西接塞纳-马恩省，西南至约讷省，东南至科多尔省，东临上马恩省。
与巴尔斯河畔吕西尼接壤的市镇（或旧市镇、城区）包括：库尔特朗日、多什、弗雷努瓦堡、热罗多、洛布雷塞勒、梅尼勒圣佩尔、蒙托兰、蒙蒂耶拉梅、巴尔斯河畔蒙特勒伊。

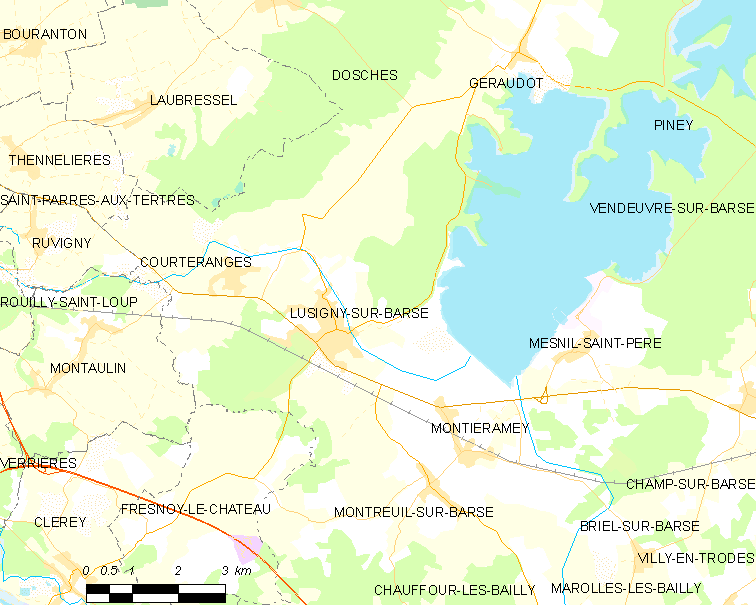
巴尔斯河畔吕西尼的OSM定位图

巴尔斯河畔吕西尼的时区为UTC+01:00、UTC+02:00（夏令时）。

## 行政
巴尔斯河畔吕西尼的邮政编码为10270，INSEE市镇编码为10209。

## 政治
巴尔斯河畔吕西尼所属的省级选区为巴尔斯河畔旺德夫尔县。

## 人口

1962-2008年间巴尔斯河畔吕西尼人口变化图示

巴尔斯河畔吕西尼于2022年1月1日时的人口数量为2265人。